# ورخنه‌آلکاشوو
ورخنه‌آلکاشوو (انگلیسی: Verkhnealkashevo) یک شهرک در شهرستان دیورتیورلینسکی در استان باشقیرستان کشور روسیه است.